# Alsóhidas

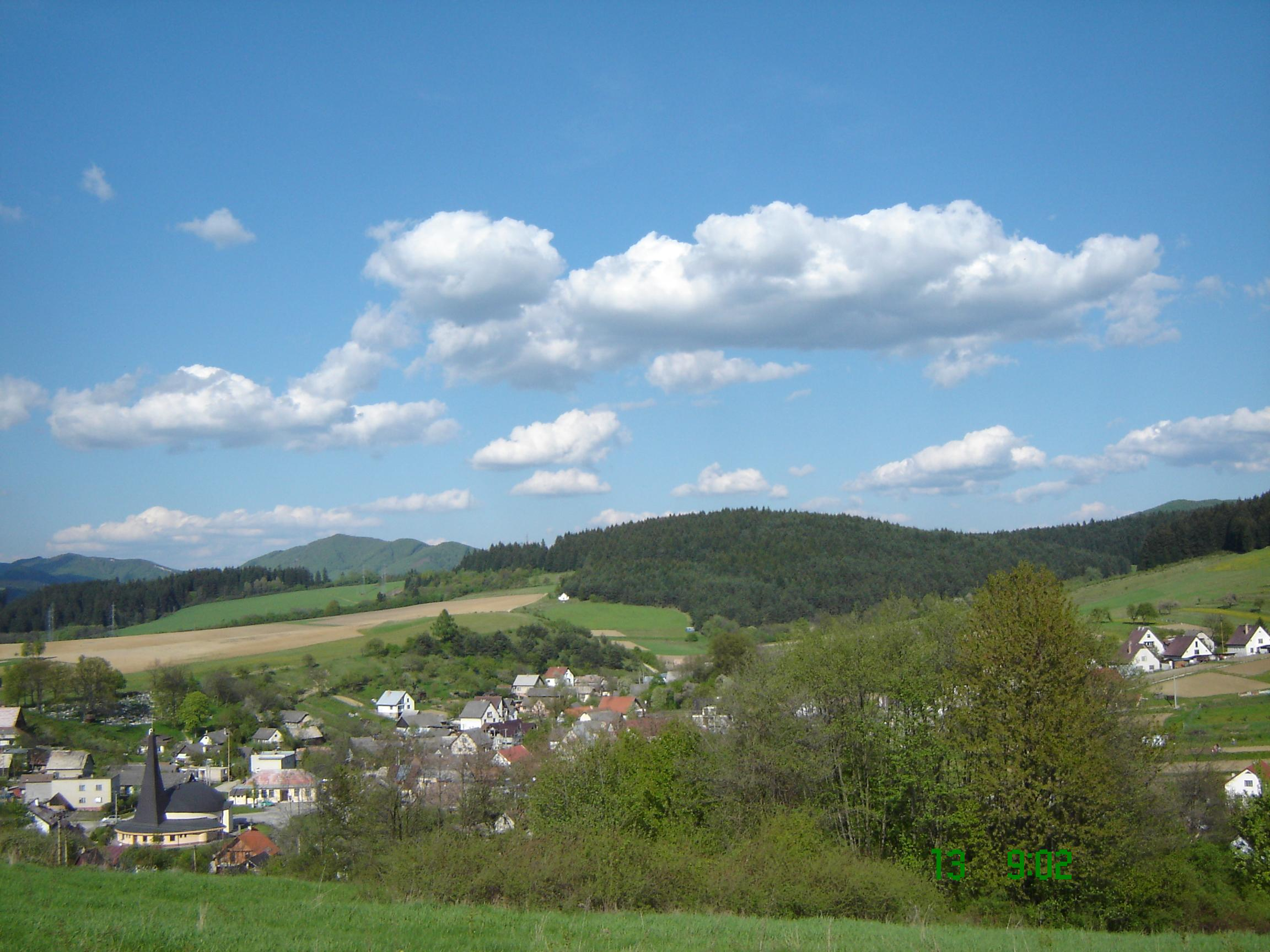
Alsóhidas látképe

Alsóhidas (1899-ig Alsó-Mostyenecz, szlovákul: Dolný Moštenec) Vágbeszterce városrésze Szlovákiában, a Zsolnai kerület Vágbesztercei járásában.

## Fekvése
Vágbeszterce központjától 3 km-re délre található.

## Története
A 18. század végén Vályi András így ír róla: „MOSTENECZ. Alsó, és Felső Mostenecz. Két tót falu Trentsén Várm. földes Uraik többek, lakosai külömbfélék, fekszenek Pukóvhoz 3/4 órányira, földgyeik közép termékenységűek, mint vagyonnyaik.”
Fényes Elek 1851-ben kiadott geográfiai szótárában így ír a faluról: „Mosztenecz (Alsó), tót falu, Trencsén vgyében, Beszterczéhez 1/2 óra, 318 kath. lak. F. u. Rosony család. Ut. p. Zsolna.”
1910-ben 315, túlnyomórészt szlovák lakosa volt. 1920-ig Trencsén vármegye Vágbesztercei járásához tartozott.
1979-ben csatolták Vágbesztercéhez.

## Lásd még
- Vágbeszterce
- Felsőhidas
- Kisfarkasd
- Milohó
- Nemeskvassó
- Paraznó
- Podmanin
- Sebestyénfalva
- Vágalja
- Vághéve
- Vágváralja
- Vágzsigmondháza